# Étienne Valles
Pour les articles homonymes, voir Valles.
Étienne Valles, né en 1955, est un réalisateur de radio français. Il a effectué, depuis 1987, de très nombreuses mises en ondes de textes et de pièces de théâtre, contemporains et du répertoire, principalement pour France Culture. 
Il est aussi photographe et expert en télécommunications. Ancien producteur associé de l'émission Un livre des voix (de 1988 à 1999) sur France Culture (Radio France), il fut aussi l'initiateur, avec Annie Epelboin, de la première véritable grande série d'émissions spécialement destinée aux enfants produite par Radio France, Les oreilles magiques. 

## Réalisations
Quelques émissions récentes réalisées par Étienne Valles
- Van Gogh, autoportrait, adaptation radiophonique, d'après la pièce de Jean O'Cotrell, avec Jean O'Cotrell (France Culture) 2016
- La Chose sur le seuil d'Howard Phillips Lovecraft, adaptation radiophonique et traduction par François Bon (France Culture) 2016
- Le Colosse de Maroussi d'Henry Miller, lecture par Olivier Claverie (France Culture) 2016
- Mon mari et moi d'Elisabeth Jacquet, pièce radiophonique (France Culture) 2016
- Eté Indien de Jens Christian Grøndahl, pièce radiophonique, adaptation d'Hervé Prudon (France Culture) 2016
- Maupassant, voyage en Italie, textes dits par Georges Claisse (France Culture) 2016
- Le Voyage du condottière d'André Suarès, lecture par Nicolas Raccah (France Culture) 2016
- Le Monde d'hier de Stefan Zweig, lecture par Guy Chapellier (France Culture) 2015
- Un siècle d'étés en Corse et l'Adieu de Béatrice Leca, lectures par Elodie Huber et Olivier Claverie (France Culture) 2015
- Le soleil se couche parfois à Montpellier d'Antoine Chainas, pièce radiophonique (France Culture) 2015
- Nicolas de Staël, portrait de l'artiste sur fond rouge de Stéphane Lambert, pièce radiophonique (France Culture) 2014
- Comme un crabe, de côté de Marin Ledun, dans une adaptation de l'auteur, pièce radiophonique (France Culture) 2014
- Le tour d'écrou d'Henry James, dans une adaptation de Jean Pavans, pièce radiophonique (France Culture) 2014
- Six nouvelles de Stefan Zweig, une série de cinq émissions d'une heure diffusées dans le cadre des "Lectures d'été 2014", lecture par Nicolas Raccah (France Culture) 2014
- Dix doigts dans l'engrenage de Christian Roux, dans une adaptation de l'auteur, pièce radiophonique (France Culture) 2014
- Pages arrachées à l’œuvre d'Isaac Babel, sur un choix de textes de Geneviève Brisac, lecture par Féodor Atkine (France Culture) 2013
- Le temps du cœur, extraits de la correspondance entre Paul Celan et Ingeborg Bachmann, sur un choix de textes de Julie Aminthe (France Culture) 2013
- Des jours et des nuits à Chartres, pièce de théâtre d'Henning Mankell (France Culture) 2013
- Franz Hessel, le feuilleton d'un flâneur, essai radiophonique de Bruno Tackels (France Culture) 2012
- Le Maître de Ballantrae d'après Robert Louis Stevenson. Feuilleton en 10 épisodes, sur une adaptation de Marie-Louise Bischofberger (France Culture) 2012
- Les Années d'Annie Ernaux, adaptation : Sophie Lemp. Feuilleton en 10 épisodes. (France Culture) 2011
- Être moi toujours plus fort de Stéphane Lambert, essai radiophonique sur la biographie de Léon Spilliaert (France Culture) 2010
- Impressions de l’étang. Les nymphéas de Claude Monet de Stéphane Lambert, pièce radiophonique (France Culture) 2010
- Le Procès Pétain, reconstitution historique, sur un script de Dominique Missika. Feuilleton en 15 épisodes (France Culture) 2009
- Virginia de Jens Christian Grøndahl, dans une adaptation d'Hervé Prudon, pièce radiophonique (France Culture) 2009
- Travellings de France Jolly (France Inter)
- La paix perpétuelle et Copito deux pièces de théâtre de Juan Mayorga (France Culture)
- Ceci est mon journal, montage parallèle des journaux d'Hélène Berr et d'Etty Hillesum par Florence Le Corre (France Culture)
- Interdit aux moins de 16 ans pièce de théâtre de Kristo Sagor (France Culture)
- Six pièces en un acte de Sacha Guitry (France Culture)
- Miles Davis, chassé croisé imaginaire entre un fan et un biographe, sur un texte de Ph. Gumplowitz (France Culture)
- Ces années-là, sur des textes de Hélène Bleskine (France Culture)
- Tribulat Bonhomet, adapté de Auguste de Villiers de L'Isle-Adam (France Culture)
- Roger Vailland, sur un choix de textes de Philippe Garbit (France Culture)
- Flaubert en Orient, d'après la Correspondance de Gustave Flaubert, choix de lettres d'Étienne Maraval (France Culture)
- Victor Segalen, voyages au pays du réel, sur un choix de textes de Marie Dollé (France Culture)
- Les dernières heures d’Élisabeth Báthory, sur un texte de Eva Almassy (France Culture)
- Les bêtes d'ombre, pièce radiophonique, sur un texte d'Anne Sibran (France Culture)
- L’Amant, Paysage et Une petite douleur, trois pièces de Harold Pinter (France Culture)
- Écris-moi souvent, écris moi longuement, extraits de la correspondance d’Alfred Dreyfus et Lucie Dreyfus, choix de textes d'Emanuelle Chevrière (France Culture)
- Extension massive de l'excès de Jean-Pierre Ostende (France Culture)
- La femme au rivage d'Isabelle Mestre, pièce radiophonique (France Culture)
- Microfictions, quelques nouvelles, dont Tu as raté ta vie, de Régis Jauffret (France Culture)
- Frédéric était roi de Prusse de Pierre Senges, pièce radiophonique (France Culture)
- C'est gentil d'être venu jusqu'ici, pièce de théâtre de Suzanne Joubert (France Culture)
- L'Archer fantôme  de John Dickson Carr, dans une traduction de Danièle Grivel, pièce radiophonique (France Culture)
- Perturbation de Thomas Bernhard

Quelques autres auteurs mis en ondes par Étienne Valles 
- Catherine Anne - Combien de nuits faudra-t-il marcher dans la ville (théâtre) 1989
- Joël Bienfait - La supplique et la haine (théâtre) 1997
- Madeleine Bourdouxhe - La femme de Gilles (adaptation) 1998
- Thomas Chabrol - Un tour de clé (pièce radio) 1998
- Velibor Čolić - La Vie fantasmagoriquement brève et étrange d’Amadeo Modigliani 1997
- Jean Demélier - Toilette (pièce radio) 1989
- Jacques-René Doyon - La recluse (adaptation) 1989 - Le suppliant du vent et de la mer (pièce radio) 1996
- Éric Faye - Billet pour le pays doré (lecture) 2007 - L'homme sans présent (écrit pour la radio) 2009
- Jon Fosse - Quelqu'un va venir (théâtre, avec Jean-Loup Rivière) 1997
- Carole Fréchette - La peau d’Élisa (théâtre) 1997
- Yannick Haenel - Les petits soldats (adaptation) 1996
- Suzanne Joubert - La mort de Rosa (théâtre) 1993
- Milan Kundera - Auto-stop (lecture, in "Nouvelles de Tchécoslovaquie") 1991
- Sony Labou Tansi - Une chouette petite vie bien osée (théâtre) 2006
- Jean-Luc Lagarce - Music-hall (théâtre) 1989
- Jean-Pierre Lefebvre - Le passage de la Garonne, Hölderlin à Bordeaux janvier-mai 1802 (documentaire historique et littéraire) 1989
- Jérôme Leroy - Requiem en pays d'Auge (lecture) 1998
- Philippe Magnan - La reine des abeilles (théâtre, création radio) 1996
- Luis Mizón - Le manuscrit du minotaure II (adaptation) 1992
- Heiner Müller - Ajax par exemple - Héraklès 5 (théâtre) 2006
- Robert Pinget - De rien (théâtre) 1990
- Vladimir Pozner - Le lever du rideau (adaptation) 2008
- Hervé Royer - Mona l'amour 1987
- Dominique Sampiero - L'épreuve de la terre (ACR) 1999-2000
- Eugène Savitzkaya - Aux prises avec la vie courante (théâtre) 1997
- Werner Schwab - Escalade ordinaire (théâtre) 1997
- Sam Shepard - Un mensonge de l'esprit (théâtre) 1998
- Louis-Charles Sirjacq - Terminus Sigmaringen (théâtre) 2006
- John Tranter - Les sous-titres (pièce radio)
- Annie Zadek - Roi de la valse (théâtre) 1990

Et aussi des auteurs du répertoire, tels que :
- Apollinaire
- Gautier
- Hölderlin
- James
- Loti (notamment Pêcheur d'Islande, adaptation de Hervé Prudon pour France Culture)
- Prévert
- Tsvetaïeva
- Walser
- Wharton
- Woolf

Quelques auteurs interviewés dans le cadre de l'émission "Un livre des voix" : 
- Jorge Amado - Pays de carnaval (1990)
- Pierre Bergounioux - La maison rose (1987), Le grand Sylvain (1993), Miette (1995), La mort de Brune (1996), La ligne (1997)
- Jacques Borel - L'aveu différé (1997)
- Michel Chaillou - La croyance des voleurs (1989), Mémoires de Melle (1993), La vie privée du désert (1995), Le ciel touche à peine terre (1997), La France fugitive (1998)
- Jacques-René Doyon - Une mise au monde (1990), L'enfermé de Clairvaux (1992), Le pèlerin d'Amour (1998)
- Éric Faye - Je suis le gardien du phare (1997), Le mystère des trois frontières (1998)
- Georges-Arthur Goldschmidt - La ligne de fuite (1994)
- Jean-Pierre Lefebvre - La nuit du passeur (1990)
- Jérôme Leroy - Réquiem en Pays d'Auge (1996), Monnaie bleue (1997), Une si douce Apocalypse (1999)
- Claudio Magris - Une autre mer (1993)
- Albert Memmi - Le Pharaon (1988)
- Jacques Roubaud - Ciel et terre et ciel et terre, et ciel (1998)
- Dominique Sampiero - La lumière du deuil (1997), Le dragon et la ramure (1998)
- François Sonkin - Un homme singulier et ordinaire (1990)
- Mario Vargas Llosa - Qui a tué Palomino Molero ? (1988)